# Aphyocharax dentatus
Aphyocharax dentatus es una especie de pez de la familia Characidae en el orden de los Characiformes.

## Morfología
Los machos pueden llegar alcanzar los 6,9 cm de longitud total.

## Hábitat
Vive en zonas de clima tropical entre 15 °C - 22 °C de temperatura.

## Distribución geográfica
Se encuentran en Sudamérica:  cuenca del río Paraguay.